# Marque Perry
Marque D. Perry (Chicago, Illinois, 28 de enero de 1981) es un exjugador de baloncesto estadounidense que disputó doce temporadas como profesional.

## Biografía
Marque es un trotamundos del basket europeo, destaca por su juego exterior y por su polivalencia, ya que a la función de director de juego añade la posibilidad de actuar también de escolta. Compitió en 2005, con la selección de Estados Unidos en el Torneo de las Américas, donde no hubo ningún jugador de la NBA. 
Ha jugado en una multitud de equipos, entre ellos Olympiacos, Donetsk, Beşiktaş.
En 2015 firma con el BG Göttingen.

## Equipos
- 2003–2004  Roanoke Dazzle
- 2004–2005  Olympiacos
- 2005–2006  Capo D'Orlando
- 2006–2007  Banvitspor
- 2007–2008  VVS Samara
- 2008–2009  Triumph Lyubertsy
- 2009       Donetsk
- 2010       Beşiktaş
- 2010–2011  Union Olimpija
- 2011  Ural Yekaterinburg
- 2011–2012  VEF Rīga
- 2012   Biancoblù Bologna
- 2012–2013  Elitzur Ashkelon
- 2013–2014  İstanbul BB
- 2015 Steaua București
- 2015 BG Göttingen